# SOLITUDE (나카모리 아키나의 노래)
〈SOLITUDE〉(솔리튜드)는 1985년 10월 9일에 발표한 일본의 여가수 나카모리 아키나(中森明菜)의 13번째 싱글이다. (EP: L-1670) 작사는 유카와 레이코(湯川れい子)가, 작곡은 다케가와 유키히데(タケカワユキヒデ)가, 편곡은 나카무라 사토시(中村哲)가 담당하였으며 워너 파이오니어의 레이블로 출시되었다. B면은 〈AGAIN〉(어게인)이며 작사와 작곡은 아라이 마이(あらい舞)가, 편곡은 역시 나카무라 사토시가 도맡았다.
나카모리의 강력한 희망으로 작사가인 유카와와 작곡가인 다케가와에게 요청하여 만든 곡이다. 1985년 10월 21일, 오리콘 주간 싱글 차트에 1위로 처음으로 진입, 이어서 차트 톱100에 17주간 머물렀고, 1985년 연간 싱글 차트에서는 35위를 기록했다. 음악평론가 츠츠미 쇼지는 이 곡을 일러 마이클 맥도널드 풍의 도시적인 사운드와 나른한 분위기가 인상적이라 평했다. 또한 나카모리의 보컬은 강하지도 않고 일관되게 부드러운 음색을 낸다고 비평하였다.

## 수록곡
| #            | 제목             | 작사          | 작곡              | 편곡            | 재생 시간 |
| ------------ | ---------------- | ------------- | ----------------- | --------------- | --------- |
| 1.           | 〈〈SOLITUDE〉〉 | 유카와 레이코 | 다케가와 유키히데 | 나카무라 사토시 | 4:25      |
| 2.           | 〈〈AGAIN〉〉    | 아라이 마이   | 아라이 마이       | 나카무라 사토시 | 4:29      |
| 총 재생 시간 | 총 재생 시간     | 총 재생 시간  | 총 재생 시간      | 총 재생 시간    | 8:54      |

## 수상
- 제12회 요코하마 음악제 - 요코하마 음악제상
- '85 전일본가요음악제 - 최우수가창상, 금상
- 제16회 일본가요대상 - 방송음악 프로듀서 연맹상, 방송음악상

## 발매 일정
| 버전                  | 일정             | 레이블         | 포맷               |
| --------------------- | ---------------- | -------------- | ------------------ |
| 〈SOLITUDE〉          | 1985년 10월 9일  | 워너 뮤직 재팬 | EP (L-1670)        |
| 〈SOLITUDE〉 (재발매) | 1988년 6월 25일  | 워너 뮤직 재팬 | 8cmCD (10SL-143)   |
| 〈SOLITUDE〉 (재발매) | 1988년 12월 21일 | 워너 뮤직 재팬 | CT (10L5-4052)     |
| 〈SOLITUDE〉 (재발매) | 1998년 11월 26일 | 워너 뮤직 재팬 | 12cmCD (WPC6-8670) |
| 〈SOLITUDE〉 (재발매) | 2008년 11월 12일 | 워너 뮤직 재팬 | 디지털 다운로드    |